# Portola (Californie)
Pour les articles homonymes, voir Portola.
Portola est la seule ville incorporée du comté de Plumas en Californie.
La population était de 2 104 habitants en 2010. 
Située au bord de la rivière Feather, la ville doit son nom à l'explorateur espagnol Gaspar de Portolà, bien qu'il n'ait jamais exploré cette zone.
On trouve à Portola un musée de la Western Pacific Railroad.